# Bát-nhã-ba-la-mật-đa kinh
 Bát-nhã-ba-la-mật-đa kinh  (zh. 般若波羅蜜多經, sa. prajñāpāramitāsūtra), cũng được gọi là  Ma-ha-bát-nhã-ba-la-mật-đa kinh,  Huệ đáo bỉ ngạn kinh , "Kinh với trí huệ đưa người qua bờ bên kia", là một bộ kinh bao gồm khoảng 40 bài kinh Đại thừa được gọi chung dưới tên này với nội dung, mục đích hướng dẫn hành giả đạt được trí Bát-nhã (sa. prajñā), thành tựu Bát-nhã-ba-la-mật-đa. Bộ kinh này là một phần quan trọng của bộ kinh Phương đẳng (sa. vaipulya-sūtra), được ghi có lẽ từ thế kỉ thứ nhất TCN nguyên đến khoảng thế kỉ thứ 5. Ngày nay, phần lớn kinh này chỉ còn trong dạng chữ Hán hoặc chữ Tây Tạng, không mấy còn trong dạng Phạn ngữ.
Trong bộ kinh này thì hai bài Kim cương bát-nhã-ba-la-mật-đa kinh (sa. vajracchedikāprajñāpāramitā-sūtra) và Bát-nhã-ba-la-mật-đa tâm kinh (sa. prajñāpāramitā-hṛdaya-sūtra) là nổi tiếng nhất, đã được dịch ra nhiều thứ tiếng, kể cả Anh, Pháp và Đức ngữ. Luận sư quan trọng nhất của kinh Bát-nhã là Long Thụ.
Bộ kinh này có tính giáo khoa rất cao, tương tự như các bộ kinh văn hệ Pali. Phần lớn các bài kinh là những lời khai thị cho Tu-bồ-đề, được Phật thuyết giảng trên đỉnh Linh Thứu (sa. gṛdhrakūṭa).
Phần cổ nhất của kinh này là Bát-nhã bát thiên tụng (Bát thiên tụng bát-nhã) (sa. aṣṭasāhasrikā) – cũng được gọi là Tiểu phẩm bát-nhã – một bộ kinh gồm 8000 câu văn Phật giảng cho nhiều đệ tử cùng nghe. Đây cũng là cơ sở cho tất cả bộ kinh Bát-nhã khác, mỗi bộ gồm từ 300-100.000 câu kệ với vô số bài luận và phiên dịch. Bản dịch chữ Hán đầu tiên ra đời khoảng năm 179.
Các bộ kinh hệ Bát-nhã hàm dung hai điểm mới trong lịch sử Phật giáo, đó là hình tượng lý tưởng của một vị Bồ Tát và trí huệ được dạy là trí huệ tính Không và sự nhận thức là chư pháp bất sinh. Edward Conze, nhà nghiên cứu kinh Bát-nhã đã tóm tắt nội dung của bộ kinh này như sau:
Hàng nghìn câu của những bài kinh Bát-nhã có thể được tóm tắt trong hai câu: 
1. Hành giả nên tu tập trở thành một Bồ Tát (hoặc một vị Phật tương lai), như vậy là một người không hài lòng với những gì khác hơn là Trí huệ toàn vẹn (nhất thiết trí), đạt được bằng Bát-nhã vì lợi ích của tất cả chúng sinh.
2. Không có một pháp như một Bồ Tát, hoặc một Nhất thiết trí, hoặc một sự "tồn tại", hoặc một Bát-nhã hoặc sự chứng đắc nào cả. Chấp nhận hai sự thật đối nghịch nhau như thế có nghĩa là toàn hảo (sa. pāramitā).

Những bước phát triển quan trọng khác của bộ kinh này là khái niệm Phương tiện thiện xảo (sa. upāyakauśalya, sự khôn khéo trong lúc áp dụng phương pháp) và sự hồi hướng công đức (sa. pariṇāmanā).
Những bộ kinh Bát-nhã còn nguyên văn Phạn ngữ: 
1. Adyardhaśatikā-prajñāpāramitā: Bát-nhã lý thú phần;
2. Aṣṭasāhasrikā-prajñāpāramitā.: Bát thiên tụng bát-nhã hay Tiểu phẩm bát-nhã;
3. Prajñāpāramitā-hṛdaya: Bát-nhã-ba-la-mật-đa tâm kinh;
4. Mañjuśrīparivarta-prajñāpāramitā = Saptaśatikā-prajñāpāramitā: Văn-thù-sư-lợi sở thuyết bát-nhã-ba-la-mật kinh, gọi ngắn là Văn-thù bát-nhã kinh;
5. Pañcaviṃśatisāhasrikā-prajñāpāramitā: Nhị vạn ngũ thiên bát-nhã tụng hoặc Đại phẩm bát-nhã kinh hoặc Phóng quang bát-nhã;
6. Śatasāhasrikā-prajñāpāramitā: Đại bát-nhã sơ phần;
7. Suvikrāntavikrāmīparipṛcchā-prajñāpāramitā = Sārdhadvisāhasrikā-p.: Thắng Thiên vương bát-nhã-ba-la-mật kinh;
8. Vajracchedikā-prajñāpāramitā = Triśatikā-prajñāpāramitā: Kim cương bát-nhã-ba-la-mật-đa kinh.